# Foreskin Man
Foreskin Man, deutsch etwa Vorhautmann, ist eine als Superheld angelegte Comicfigur, die der US-Amerikaner Matthew Hess geschaffen hat, um gegen männliche Beschneidung zu protestieren. Hess gibt an, selbst beschnitten zu sein und nicht antisemitisch sein zu wollen, sondern vielmehr pro Menschenrechte. Neben dem Comic hat Hess versucht, in den USA und insbesondere im Raum San Francisco ein Beschneidungsverbot durch das Sammeln von Unterschriften und durch politische Aktionen zu erreichen. Obwohl der Comic bisher nur sieben Ausgaben in englischer Sprache aufweist, berichtete der Spiegel bereits ein knappes Jahr vor der durch das Urteil des Landgerichts Köln vom Mai 2012 in Deutschland ausgelösten Beschneidungsdebatte über Hess und seine Figur.

## Biografie der fiktiven Figur
Das Alter Ego des Foreskin Man ist Miles Hastwick, ein ehemaliger angestellter Wissenschaftler, nun Kurator des „Museums für geschlechtliche Unversehrtheit“ (Museum of Genital Integrity). Hastwick ist unerbittlich gegen die Praxis der Beschneidung. In der ersten Ausgabe tritt Hastwick als Foreskin Man an, um die die Beschneidung Ausübenden und die befürwortende Lobby zu bekämpfen, von der er meint, sie habe eine zu große Macht erlangt durch  „all die gut vernetzten Ärzte und Anwälte“ ("all of the well connected doctors and lawyers"). In der dritten Ausgabe des Comic gewinnt Foreskin Man eine Gefährtin, "Vulva Girl", die sich gegen die weibliche Genitalverstümmelung einsetzt. Zusammen reisen sie nach Kenia, um dort stammesrituelle Verstümmelung zu bekämpfen.

## Vorwurf des Antisemitismus
Die zweite Ausgabe, in der der Comicheld gegen einen Bösewicht namens Monster  Mohel kämpft, erregte Kritik von jüdischen Interessengruppen, so auch von der  Anti-Defamation League (ADL).
Nancy Appel, lokale Vertreterin von ADL, wird wie folgt zitiert: „Das Monster Mohel hat ein dunkles Aussehen, eine Hakennase, und er sabbert förmlich bei dem Gedanken, einem Kind offensichtlich Schaden zuzufügen, er hat sogar Klauen an den Fingern. Er ist blutrünstig genau wie das groteske jüdische Stereotyp, das in der Nazipropaganda vorkam. Es ist wirklich eine direkte Parallele.“